# Motley County
Das Motley County ist ein County im Bundesstaat Texas der Vereinigten Staaten. Das U.S. Census Bureau hat bei der Volkszählung 2020 eine Einwohnerzahl von 1.063 ermittelt. Der Sitz der County-Verwaltung (County Seat) befindet sich in Matador. Das County gehört zu den Dry Countys, was bedeutet, dass der Verkauf von Alkohol eingeschränkt oder verboten ist.

## Geographie
Das County liegt nördlich des geographischen Zentrums von Texas und ist im Nordosten etwa 50 km von Oklahoma entfernt. Es hat eine Fläche von 2564 Quadratkilometern, wovon 1 Quadratkilometer Wasserfläche ist. Es grenzt im Uhrzeigersinn an folgende Countys: Hall County, Cottle County, Dickens County, Floyd County und Briscoe County.

## Geschichte
Motley County wurde am 21. August 1876 aus Teilen des Bexar County gebildet. Die Verwaltungsorganisation wurde am 25. Februar 1891 abgeschlossen. Benannt wurde es nach Junius William Mottley (1812–1836), einem Arzt und Unterzeichner der Unabhängigkeitserklärung der Republik Texas. Er fiel im April 1936 in der Schlacht von San Jacinto.

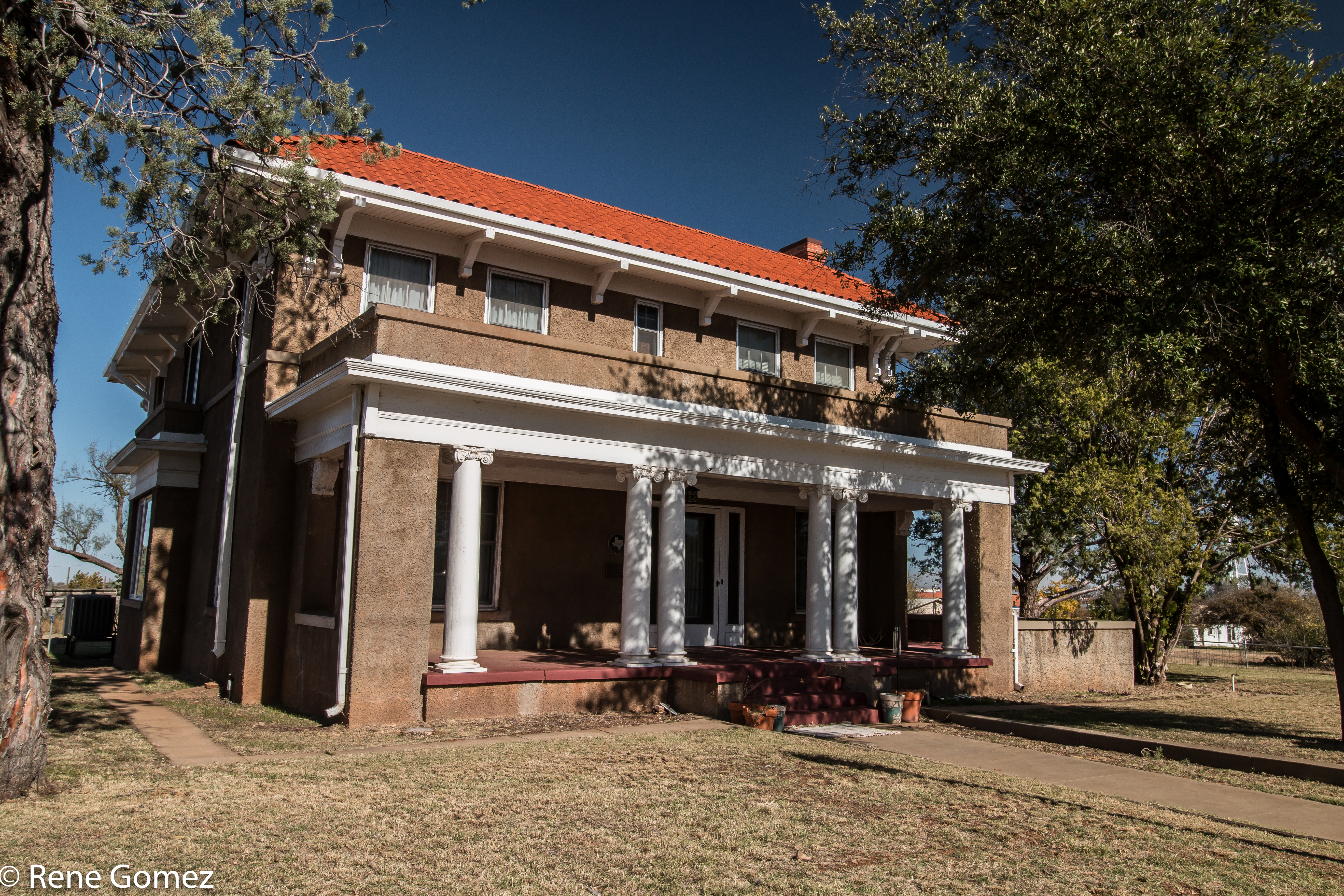
Traweek House (2016)

Ein Bauwerk im County ist im National Register of Historic Places („Nationales Verzeichnis historischer Orte“; NRHP) eingetragen (Stand 27. November 2021), das Traweek House.

## Demografische Daten
Nach der Volkszählung im Jahr 2000 lebten im Motley County 1.426 Menschen in 606 Haushalten und 435 Familien. Die Bevölkerungsdichte betrug 1 Einwohner pro Quadratkilometer. Ethnisch betrachtet setzte sich die Bevölkerung zusammen aus 87,38 Prozent Weißen, 3,51 Prozent Afroamerikanern, 0,63 Prozent amerikanischen Ureinwohnern, 0,14 Prozent Asiaten, 0,14 Prozent Bewohnern aus dem pazifischen Inselraum und 6,31 Prozent aus anderen ethnischen Gruppen; 1,89 Prozent stammten von zwei oder mehr Ethnien ab. 12,13 Prozent der Einwohner waren spanischer oder lateinamerikanischer Abstammung.
Von den 606 Haushalten hatten 26,6 Prozent Kinder oder Jugendliche, die mit ihnen zusammen lebten. 60,2 Prozent waren verheiratete, zusammenlebende Paare 8,7 Prozent waren allein erziehende Mütter und 28,2 Prozent waren keine Familien. 25,7 Prozent waren Singlehaushalte und in 15,3 Prozent lebten Menschen im Alter von 65 Jahren oder darüber. Die durchschnittliche Haushaltsgröße betrug 2,35 und die durchschnittliche Familiengröße betrug 2,82 Personen.
24,0 Prozent der Bevölkerung war unter 18 Jahre alt, 6,0 Prozent zwischen 18 und 24, 21,1 Prozent zwischen 25 und 44, 25,2 Prozent zwischen 45 und 64 und 23,7 Prozent waren 65 Jahre alt oder älter. Das Medianalter betrug 44 Jahre. Auf 100 weibliche Personen kamen 101,7 männliche Personen und auf 100 Frauen im Alter von 18 Jahren oder darüber kamen 92,9 Männer.
Das jährliche Durchschnittseinkommen eines Haushalts betrug 28.348 US-Dollar, das Durchschnittseinkommen einer Familie betrug 33.977 USD. Männer hatten ein Durchschnittseinkommen von 25.395 USD, Frauen 13.333 USD. Das Prokopfeinkommen betrug 16.584 USD. 13,9 Prozent der Familien und 19,4 Prozent der Einwohner lebten unterhalb der Armutsgrenze.

## Städte und Gemeinden
- Flomot
- Matador
- Roaring Springs